# دودائل
دودائل (انگلیسی: Dudael) «دیگ خدا» محل زندان عزازیل (یکی از فرشتگان «سقوط»)، گروه سامیازا است. در کتاب سفر خنوخ فصل ۱۰ آیات ۴–۷ توضیح داده شده‌است:
و خداوند دوباره به رفائیل گفت: دست و پای عزازیل را ببند و او را به تاریکی بینداز و در بیابانی که در «دودائیل» است دریچه ای ایجاد کن و او را در آن بینداز. و بر او صخره‌های ناهموار قرار ده و او را با تاریکی بپوشان و جاودانه در آنجا بماند و صورتش را بپوشان تا نور نبیند. و در روز داوری بزرگ (روز حساب)، او در آتش افکنده خواهد شد.